# 海地行政区划
海地分10个省（départements），省之下又分为42个区（arrondissement）、146个市镇（commune）和575个市镇分区（section communale）。
海地省份具体如下：

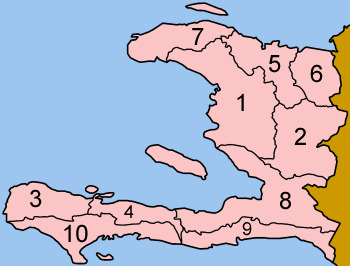
海地省份

1. 阿蒂博尼特省（Artibonite，首府戈纳伊夫）
2. 中央省（Centre，首府安什）
3. 格朗当斯省（Grand'Anse，首府热雷米）
4. 尼普省（Nippes，首府米拉戈阿讷）
5. 北部省（Nord，首府海地角）
6. 东北省（Nord-Est，首府利贝泰堡）
7. 西北省（Nord-Ouest，首府和平港）
8. 西部省（Ouest，首府太子港）
9. 东南省（Sud-Est，首府雅克梅勒）
10. 南部省（Sud，首府莱凯）